# دهستان هنگام (قشم)
دهستان هنگام، یکی از دهستان‌های بخش شهاب شهرستان قشم در استان هرمزگان ایران است. مرکز این دهستان، روستای هنگام جدید است.

## جمعیت
بر پایه سرشماری عمومی نفوس و مسکن در سال ۱۳۹۵، جمعیت دهستان هنگام برابر با ۵۲۱ نفر بوده‌است.